# مسجد السلطان سليمان
مسجد السلطان سليمان أو مسجد السلطان سليمان الملكي هو مسجد سلاغور الملكي والذي يقع في مدينة كلاغ، التابعة لاقليم سلاغور في ماليزيا، شيد المسجد من قبل البريطانيين في أوائل عام 1932، وافتتح رسميا في عام 1934 من قبل السلطان علاء الدين سليمان شاه والسير لورانس نونس جيليمارد، عمارة المسجد هي مزيج من فن لعمارة الغربي وديكوراتها وأساليب بناء الكاتدرائية الكلاسيكية الجديدة، تم تصميم المسجد من قبل المهندس المعماري البريطاني لوفريك كستيفن (1882 - 1974)، ودفن السلطان صلاح الدين في أرض المسجد.

## العمارة

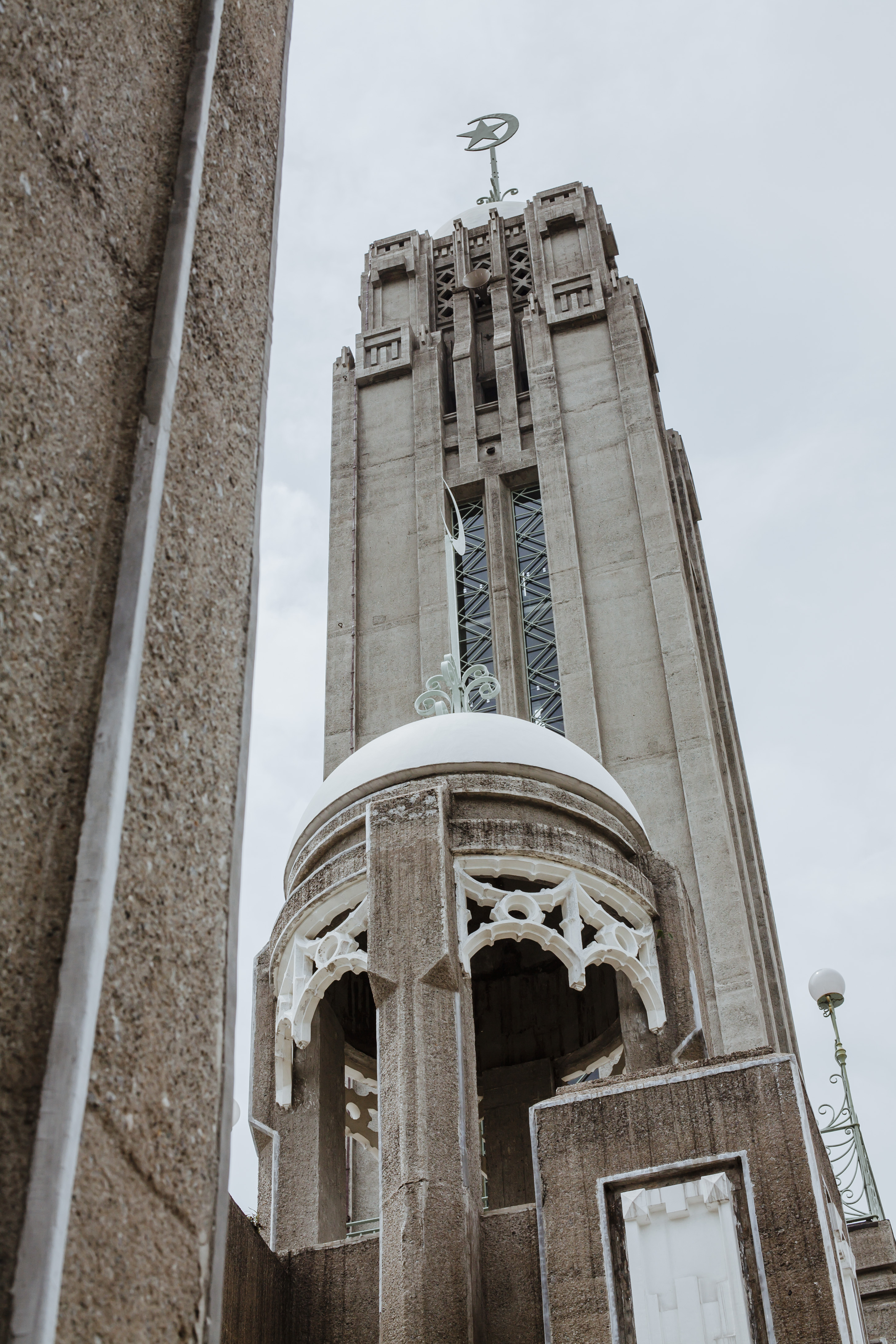
إحدى مآذن مسجد السلطان سليمان.

مفهوم تصميم جامع السلطان سليمان في كلاغ يختلف تماما عن أي مسجد قائم في المدينة وكذلك في ماليزيا، من نتائج قراءة كتب تاريخ ماليزيا وكتب أخرى تقول أن مسجد السلطان سليمان تأثير بالعمارة الإسلامية المغاربية والهندسة المعمارية الكلاسيكية الجديدة الإنجليزية، ويقول آخرون إن مفهوم فن الديكور للمسجد مع العناصر الزخرفية كانت أساس بناء المسجد، القبة في المسجد على شكل نصف دائري تعلو المسجد (كجزئية نصف الكرة الأرضية)، يحتوي المسجد على قبة كبيرة من فضاء قاعة الصلاة الرئيسية وتحيط بها عدة من القباب الأصغر.
هناك ثمانية مأذن صغيرة حول المسجد بالإضافة لمأذنة كبيرة الحجم في المدخل المتوسط بطول أعلى من الشرفة الرئيسية، ويزين المأذنة أيضا وجود القبة الصفراء صغيرة في القمة، يمكن لمسجد السلطان سليمان أن يستوعب حوالي 1,000 مصلي في وقت واحد، مر المسجد الحالي بعديد من عمليات البناء والتعديلات الداخلية في المبنى كما عدل في بناء الفناء، التصميم الأصلي للمسجد يشبه الشريط عندما ينظر إليها من فوق، كما هو معمول في كثير من الأحيان في بناء الكنيسة في أوروبا، قاعة الصلاة الرئيسية لمسجد السلطان سليمان على شكل مثمن (ثماني الأضلاع)، ومن أسفله ببدأ بالتحول إلى شكل دائري على مستوى عشرة أمتار، جانب من القبة الرئيسية يمكن مشاهدتها بالعين المجردة لأنها تحتوي على مستويين كما هو الحال في شرفات المسجد، يمكن الوصول إلى المستوى الثاني بواسطة كاتلدار، كان هناك طبقة من الحديد بإطار زخرفي تحت القبة تستخدم لدعم لون الزجاج.

## وصلات خارجية
- موقع مسجد السلطان سليمان
- ألبوم صور مسجد السلطان سليمان